# Col du Cheval Mort
Le col du Cheval Mort, ou col de La Baraque-du-Cheval Mort, est un col de la Margeride, région montagneuse du Massif central, situé dans le département de la Lozère sur la commune de Monts-de-Randon, à 1 454 m d'altitude.

## Géographie
On accède au col du Cheval Mort par la D 3, depuis Arzenc-de-Randon ou Estables. C'est au col du Cheval Mort que débute la petite route goudronnée qui permet l'accès au signal de Randon (1 551 m), plus haut sommet de la Margeride, et au truc de Fortunio (1 550 m).

## Activités

### Cyclisme
Pour les cyclistes, le départ d'un circuit spécial est donné aux Terrasses du lac de Naussac, à Langogne. Le col du Cheval Mort permet d'accéder au sommet du truc de Fortunio à 1 550 m d'altitude, en vélo de route.
Il est emprunté par la 5e étape du Tour cycliste féminin international de l'Ardèche 2023, classé en 3e catégorie.

### Randonnée
Le sentier de grande randonnée 43 et le sentier de grande randonnée de pays Tour de la Margeride y passent.